# Municipio Bermúdez
Bermúdez es uno de los 15 municipios que conforman al estado nororiental venezolano de Sucre. Contiene 5 de las 57 parroquias de este estado venezolano. La capital es la ciudad de Carúpano.

## Geografía
El municipio se ubica en el centro-norte del estado nororiental venezolano de Sucre, frente al Mar Caribe, a la vez, su capital, Carúpano se ubica adentro del municipio.

### Límites
- Al norte: con el Mar Caribe.
- Al sur: con los municipios Mata y Benítez.
- Al este: con el municipio Arismendi.
- Al oeste: con el municipio Andrés Mata.

El relieve municipal es playa por todo el norte, y pocas elevaciones también en casi toda su área, excepto por el suroeste que se pueden ver ciertas elevaciones de la Cordillera de la Costa.

### Organización parroquial
El municipio se encuentra dividido en 5 parroquias. Santa Catalina y Santa Rosa son parroquias urbanas (se encuentran en Carúpano).
| Parroquia          | Superficie | Población                                                    | Densidad        |
| ------------------ | ---------- | ------------------------------------------------------------ | --------------- |
| Bolívar            | 66,82 km²  | 46.637 hab.                                                  | hab./km²        |
| Macarapana         | 11,03 km²  | 6.771 hab.                                                   | hab./km²        |
| Santa Catalina     | 68,15 km²  | 78.310 hab.Según proyecciones del INE para el año 2015</ref> | hab./km²        |
| Santa Rosa         | 24,03 km²  | 34.265 hab.                                                  | hab./km²        |
| Santa Teresa       | 10,73 km²  | 7.069 hab.                                                   | hab./km²        |
| Municipio Bermúdez | 180,76 km² | 170.052 hab.                                                 | 837,70 hab./km² |

### Clima
El clima presente en el municipio es del tipo cálido-intertropical, con temperaturas entre 25º y 45 °C dependiendo de factores como sol, lluvia, ubicación, etc.

## Economía
La economía del municipio se centra en el comercio de servicios, el turismo, la agricultura, la pesca y la industria. Quizás sus más bellos atractivos turísticos se encuentran entre algunas arquitecturas carupaneras del casco histórico y sus playas limpias.
En cuanto a la agricultura, sus principales productos de interés son el ron, el cacao, el café y otros cultivos típicos de las áreas costeras venezolanas. Otra actividad destacada en la economía local es su rica gastronomía, ampliamente comercializada, donde prevalecen la dulcería criolla, la bombonería, los productos del mar y los reconocidos embutidos: la morcilla y el chorizo carupanero.

## Cultura

### Lugares de interés

#### Culturales
Escuela de Canto y Expresión Matty Show.

#### Religiosos
Catedral Santa Rosa de Lima, Iglesia Santa Catalina, Capilla del Mangle, Casa del Cable submarino (antigua casa administradora del primer cable telegráfico que unió a América con Europa).

### Festividades
Carnavales de Carúpano. y la boca de dragòn

## Sitios

### Sitios históricos
Catedral Santa Rosa de Lima, Ateneo de carupano, Museo Histórico de Carupano, La casa del cable

### Playas
Playa Manzanillo, Playa Colorada, PLaya Guaraguao, Playa Patilla, Playa Puerto Martinez, Playa Los Uveros: I y II, Playa Escondida, Playa Copacabana, Playa Copey, Playa Grande, Playa Tío Pedro

## Política y gobierno

### Alcaldes
| Período     | Alcalde                  | Partido político / Alianza | % de votos | Notas |
| ----------- | ------------------------ | -------------------------- | ---------- | --- |
| 1989 - 1991 | Carlos Monasterios Rojas | AD                         | 42,77      | Primer alcalde bajo elecciones directas (No culminó su periodo por mandato de la CSJ (Corte Suprema de Justicia) Proclamara al candidato Juan Márquez Albornoz luego de que impugnara las elecciones) |
| 1991 - 1992 | Juan Marquez Albornoz    | COPEI                      | -          | Segundo alcalde bajo elecciones directas ( Proclamado por la Corte Suprema de Justicia) |
| 1992 - 1995 | Leonardo Ávila           | AD                         | 38,21      | Tercer alcalde bajo elecciones directas |
| 1995 - 2000 | Arturo Hurtado           | MAS                        | -          | Cuarto alcalde bajo elecciones directas (se realizaron elecciones generales adelantadas en el 2000 debido a la aprobación de la Constitución de 1999)                                                 |
| 2000 - 2004 | Claudio Marín            | AD                         | 41,54      | Quinto alcalde bajo elecciones directas |
| 2004 - 2008 | José Ramón Regnault      | PODEMOS                    | 52,59      | Sexto alcalde bajo elecciones directas |
| 2008 - 2013 | Júlio Rodríguez          | PSUV                       | 61,82      | Séptimo alcalde bajo elecciones directas (se postergan 1 año las elecciones municipales pautadas para finales del 2012)                                                                               |
| 2013 - 2017 | Júlio Rodríguez          | PSUV                       | 55,82      | Reelecto |
| 2017 - 2021 | Nircia Villegas          | PSUV                       | 63,35      | Octavo alcalde bajo elecciones directas |
| 2021 - 2025 | Julio Rodríguez          | PSUV                       | 53,38      | Noveno alcalde bajo elecciones directas |

### Concejo municipal
Período 1989 - 1992
| Concejales:        | Partido político / Alianza |
| ------------------ | -------------------------- |
| Jesus Higuerey     | AD                         |
| Claudio Marín      | AD                         |
| Angel Barderrama   | AD                         |
| Erasmo Moya        | AD                         |
| Carmen de Guilarte | AD                         |
| Arcenio León       | COPEI                      |
| Cesar Salazar      | COPEI                      |
| Nuncio Barreto     | MAS                        |
| Oscar Murat        | MAS                        |

Período 1992 - 1995
| Concejales:        | Partido político / Alianza |
| ------------------ | -------------------------- |
| Luis Martínez      | AD                         |
| Angel Valderrama   | AD                         |
| Carmen de Guilarte | AD                         |
| Javier Vencris     | AD                         |
| Freddy Rojas       | AD                         |
| Ivan Giusseppi     | COPEI                      |
| Braulio Salazar    | COPEI                      |
| Esther de González | URD                        |
| Victor Hernández   | MAS                        |

Período 1995 - 2000
| Concejales:        | Partido político / Alianza |
| ------------------ | -------------------------- |
| Carlos Brito       | AD                         |
| Cruz Camejo        | AD                         |
| José Bethelmy      | AD                         |
| Aquiles García     | AD                         |
| Douglas Hernández  | MAS                        |
| Tomas Rubén Molina | MAS                        |
| Angel Valderrama   | MAS                        |
| Leonaldo Gamboa    | COPEI                      |
| Aracelis Espinoza  | CONVERGENCIA               |

Período 2000 - 2005
| Concejales:          | Partido político / Alianza |
| -------------------- | -------------------------- |
| Carlos Brito         | AD                         |
| Cruz Camejo          | AD                         |
| Aquiles García       | AD                         |
| Severo Bethelmy      | AD                         |
| Angel Valderrama     | MAS                        |
| Esther de González   | MAS                        |
| Luis Bello           | MVR                        |
| Cruz Mora            | MVR                        |
| Miguelina de Quijada | INDEPENDIENTE              |

Período 2005 - 2013
| Concejales:        | Partido político / Alianza |
| ------------------ | -------------------------- |
| Rodolfo Ávila      | MVR                        |
| Angel Bravo        | MVR                        |
| Luis Bello         | MVR                        |
| Doris Rodríguez    | MVR                        |
| Carlos Battaglini  | MVR                        |
| Juan Carlos Rivero | MVR                        |
| Henry Hernandez    | PODEMOS                    |
| María Rodríguez    | PODEMOS                    |
| William Montero    | PPT                        |

Período  2013 - 2018
| Concejales         | Partido político / Alianza |
| ------------------ | -------------------------- |
| Ronmel Ugas        | PSUV                       |
| Nabil Perozo       | PSUV                       |
| Yoel Martinez      | PSUV                       |
| Germán León        | TUPAMARO                   |
| Juana Lárez        | PSUV                       |
| William Hernández  | PSUV                       |
| Doris Rodríguez    | PSUV                       |
| Luis Eurresta      | PCV                        |
| Carlos Monasterios | AD MUD                     |

Período 2018 - 2021
| Concejales         | Partido político / Alianza |
| ------------------ | -------------------------- |
| Karen Acosta       | PSUV                       |
| Hugo Noguera       | PSUV                       |
| Denaides González  | PSUV                       |
| Cecilia Villarroel | PSUV                       |
| Rosmary Rivas      | PSUV                       |
| Orlando Suárez     | PSUV                       |
| Maria Córdova      | PSUV                       |
| Luis Eurresta      | PCV                        |
| Antonio Rodríguez  | PSUV                       |

Período 2021 - 2025
| Concejales          | Partido político / Alianza |
| ------------------- | -------------------------- |
| Yuligneys Albornett | PSUV                       |
| Rosauro Pereira     | PSUV                       |
| Nincy Torres        | PSUV                       |
| Felipe Alcala       | PSUV                       |
| Angel Toussaint     | PSUV                       |
| Yenhsy Rojas        | PSUV                       |
| Leyder Bellorin     | PSUV                       |
| Domingo Martinez    | UPV                        |
| Ruben Arias         | MUD                        |

## Nota
1. 1 2 3 4 5  Según proyecciones del INE para el año 2015